# Спорт в Самаре
Самара является городом со славной спортивной историей и традициями. Первые спортивные общества были созданы ещё в конце XIX века.
Самара в числе 11 российских городов принимала игры Чемпионата мира по футболу 2018 года.

## Спортивные общества
В Самаре существует несколько разнонаправленных профессиональных спортивных объединений и клубов.

### Баскетбол
- Баскетбольный клуб ЦСК ВВС — существовал с 1992 года. После развала Союза алма-атинский СКА под руководством заслуженного тренера СССР Олега Львовича Кима перебрался в Самару и стал называться баскетбольным клубом ЦСК ВВС.
- Баскетбольный клуб «Красные крылья» создан летом 2009 года по инициативе Правительства Самарской[2]. Прекратил своё существование в 2015 году. Клуб является двукратным обладателем Кубка России сезонов 2011—2012 и 2012—2013. Так же команда является обладателем Кубка вызова ФИБА сезона 2012-2013.

### Парусный спорт
- Самарский речной яхт-клуб (основан в 1908 году). С 28 июля 1915 года в клубе были проведены первые гонки на переходящий приз Самарского яхт-клуба[3][4].

### Пляжный футбол
- Пляжный футбольный клуб «Крылья Советов» — основан 9 июня 2010 года для участия во всех турнирах, проводимых под эгидой РФС. Один из сильнейших пляжных футбольных клубов России, обладатель Кубка России 2010.

### Футбол
- Профессиональный футбольный клуб «Крылья Советов» — основан 12 апреля 1942 года, участник 48 Чемпионатов СССР (4-е место в 1951 году), 19 Чемпионатов России (3-е место в 2004 году), финалист Кубка СССР (1953 год, 1964 год), финалист Кубка России (2003—2004 года). 6 июля 2002 года «Крылья Советов» дебютировали на европейской арене, начав своё выступление со второго раунда Кубка Интертото УЕФА[5].

Бывшие профессиональные клубы:
- Футбольный клуб «ЦСК ВВС» существовал с 1992 по 2004 год. После распада Советского Союза алма-атинский СКА-Мерей перебрался в Самару и стал называться футбольный клуб ЦСК ВВС. Достижения: Чемпион России по футболу среди женщин (4): 1993, 1994, 1996 и 2001. Обладатель Кубка России по футболу среди женщин (1): 1994. Чемпион России по футзалу среди женщин: (2): 2000, 2001[6].  Обладатель Кубка Содружества (1): 1996. Участник 1/4 финала Кубка УЕФА (1): 2002/2003
- «Юнит» — основан в январе 2005 года по инициативе председателя правления КБ «Волга-Кредит» Абдрашитова Рафаиля и руководителя группы компаний RBE Андрея Шокина из игроков самарского «Локомотива». В 2008 году клуб оказался в тяжёлой финансовой ситуации и фактически доигрывал сезон. Клуб перестал играть в октябре 2008 года[7].
- СКД — выступал на профессиональном уровне (уровне команд мастеров) в 1993—1995 годах.
- «Юджин» — выступал на профессиональном уровне (уровне команд мастеров) в 1990—1994 годах.

### Футзал
- В 2018 году в Самаре был основан профессиональный футзальный клуб МФК «Динамо-Самара». Команда выступает в Суперлиге чемпионата России. Домашние матчи «Динамо-Самара» проводит в спортивном комплексе «МТЛ Арена».

### Хоккей
- Хоккейный клуб «ЦСК ВВС Самара» — основан в 1950 году. Выступает в чемпионате России. Хоккейная команда ЦСК ВВС является участником российских и международных турниров, подготовила несколько поколений игроков, выступающих ныне в сильнейших клубах России и НХЛ. Хоккейный клуб ЦСК ВВС проводит свои матчи в ледовом дворце «Кристалл»
- Динамо (хоккейный клуб, Куйбышев) — первый хоккейный клуб
- СКА (хоккейный клуб, Куйбышев) — хоккейный клуб выступавший в высшем дивизионе чемпионата СССР

### Шахматы
- «Ладья» — городской центр спорта для детей и юношества, расположенный на Московском шоссе в Промышленном районе, открытый в апреле 2000 года. Клуб оснащён компьютерами, а поединки могут проходить одновременно почти на 100 шахматных досках. В настоящее время в центре «Ладья» занимаются 785 учащихся 6-18 лет. Именно в этом клубе летом 2000 года был проведён 53-й чемпионат России по шахматам[8].

## Спортивные сооружения

### Дворцы спорта Самары
- Дворец спорта имени В. С. Высоцкого (улица Молодогвардейская, д. 222)[9]
- Дворец лёгкой атлетики (ул. Физкультурная, 101) Открыт 5 ноября 1972 года.[10]
- Ледовый Дворец Кристалл

### Спортивные комплексы Самары
- Локомотив (стадион, Самара) (улица М.Агибалова, 7а) — Стадион, бассейн, спортивные залы. Зимой каток.
- Динамо (стадион, Самара) (улица Льва Толстого, 97"А"). Открыт в 1948 году.[11]
- Волга (стадион, Самара) (проспект Масленикова, 1)
- Спортивный комплекс «Стара-Загора» ЦСК ВВС (улица Стара-Загора, 145а). Открыт в 1958 году.[12]
- Универсальный спортивный комплекс «МТЛ Арена» (улица Советской Армии, 253а)[13]
- Спортивный комплекс «Салют» (пос. Мехзавод, квартал 4, д.45)[14]
- Физкультурно-спортивный комплекс «Грация» (ул. Физкультурная, 116). Открыт в 2008 году.[15]
- Спортивный комплекс «Старт» (ул. XXII Партсъезда, 1б) (бывший «Сок-Старт»)[16]
- Спортивный комплекс «Спартак» (ул. Ерошевского, 1а)
- Спортивно-оздоровительный комплекс «Виктория» (ул. Зои Космодемьянской, 4а)
- Физкультурно-оздоровительный комплекс «Маяк» (Костромской переулок, 1). Был официально открыт в сентябре 2016 года губернатором Самарской области[17], но лета 2017 года не работал. В июне 2017 года введен в эксплуатацию[18].
- Физкультурно-оздоровительный комплекс «Орбита» (ул. Ново-Вокзальная, 70а). Открыт в августе 2016 года[19].

### Стадионы Самары
- Самара Арена (ул. Демократическая, 57). Стадион открыт весной 2018 года. На стадионе прошли 6 матчей Чемпионат мира по футболу 2018.
- стадион «Металлург» (улица Строителей, 1)
- Стадион «Нефтяник» (Куйбышевский район, улица Стадионная, 1)

- Стадион «Заря» (улица Мориса Тореза, 144). Стадионом владеет Самарский филиал Российского государственного университета туризма и сервиса[20].
- Стадион «Энергия» (Красная Глинка, квартал 1)[21]. Стадион находится на балансе ООО «Управляющая компания „Электрощит“ Самара»[22].

- Стадион «Чайка» (посёлок Управленческий, улица С.Лазо, 23а)[23]. «Чайка» сегодня это 2 футбольных поля, 2 хоккейные площадки (на одной открыт бесплатный каток), беговые дорожки, трибуны и здание со спортивным залом[23].

- Стадион «Торпедо-4» (улица Мичурина, 68)[24]. В планах девелоперского проекта «Самара-центр» планируется застройка стадиона «Торпедо» «объектами социальной инфраструктуры»[25].

- Стадион «Полёт» (п. Береза)
- Стадион «Орбита» (ул. Ставропольская, 16)[26]. Стадион «Орбита» отдан городскими властями в аренду Центральному спортивному клубу армии Военно-воздушных сил (ЦСК ВВС)[27].
- Стадион «Восход» (пр. Кирова, 85). В марте 2011 года ФК «Крылья Советов» открыл специальный счет для перечисления денежных средств на реконструкцию стадиона «Восход»[28]. По состоянию на сентябрь 2014 года находится в полузаброшенном состоянии; главное здание, где размещались борцовский и универсальный спортзал, заброшено полностью.

### Плавательные бассейны Самары
- ЦСКА (бассейн, Самара) (Волжский проспект, 10)[29]
- Плавательный бассейн «Нептун» (ул. Строителей, 1)
- Плавательный бассейн «Локомотив» (ул. Агибалова, 7)
- Плавательный бассейн «Нефтяник» (Фасадная ул., 1а)
- Плавательно-оздоровительный центр «Дельфин» (улица Ново-Садовая , 8)
- Бассейн СГАУ (ул. Врубеля, 4)
- Физкультурно-оздоровительный комплекс «Чайка» (улица Советской Армии, 141, литера «Ф»)

### Теннисные корты
- Теннисные корты в Загородном парке (улица Ново-Садовая, 160а). База муниципальной детско-юношеской спортивной школы. 2 крытых (покрытие — суприм) и 8 открытых (покрытие — грунт) корта.[30]
- Теннисные корты МОУДОД ДЮСШ-1. (улица Ново-Садовая, 32а). В спортивные сооружения входят 3-и крытых корта и 3-и открытых корта с прилегающими к ним зрительскими трибунами, хоккейная площадка.[31]
- ТК «Тригон». (ул. Дачная, 4а). 5 крытых теннисных кортов с покрытием «hard».[32]
- ТК «Kin Up». (ул. Лесная, 23). 2 корта с профессиональным покрытием «Play-it».[33]
- ТК «Московский». (Московское шоссе, 18-й км, 25А). 6 кортов с покрытием «hard», 6 кортов с покрытием «Play-it».[34]

### Другие спортивные сооружения
- Водно-спортивная база «Волга».[35]
- Горнолыжный склон в Загородном парке. Лыжная база «Аттракцион».(1-я просека, 56. Загородный парк).
- Горнолыжный комплекс СОК — Красная Глинка. (Красная Глинка). Обновлённый комплекс открылся 22 января 2011 года.
- Горнолыжная база «Чайка». (посёлок Управленческий, 65-й квартал Самарского лесничества.). Обновлённый комплекс открылся 22 января 2011 года.. База спортивной подготовки для учащихся ГУОР г. Самары.
- Лыжная база (учебно-спортивный центр) «Чайка». (посёлок Управленческий, 7-й участок.). Имеется прокат лыж, несколько лыжных трасс 1-15 км.
- Лыжная база «Динамо». (посёлок Управленческий, трасса на Курумоч, направо.). Имеется прокат лыж, несколько лыжных трасс 1-15 км. Аренда домиков. (недоступная ссылка)
- Лыжная база «Салют». (пос. Мехзавод, 3-й квартал, д. 12). Имеется несколько лыжных трасс 1-10 км. Есть каток.

### Утраченные и заброшенные спортивные сооружения Самары
- Самарский ипподром разрушен в 2010 году[36].
- Стадион «Буревестник». Начал работать в 1937 году[37]. Был разрушен в 2010 году[38].
- Бассейн «Чайка» в Струковском саду. Открыт в 1959 году. Перестал работать в 2004 году[39].
- Стадион «Крылья советов». Бывший ведомственный стадион авиационного завода (ныне авиакор). Находился на перекрёстке улиц Краснодонской и Физкультурной, рядом с Дворцом спорта авиационного завода. В 2007 году,[40] анонсировала строительство на этом месте большого торгово-развлекательного комплекса. В 2008 году стадион был уничтожен и началось строительство, которое не закончено до сих пор (2011 год).[41] По состоянию на август 2014 года на территории бывшего стадиона находится автостоянка и авторынок.
- Стадион «Спутник». Находился на 18 км Московского шоссе. Был ведомственным спортивным объектом и находился в ведении Самарского завода приборных подшипников. В 2008 году администрация городского округа Самара выдала разрешение на застройку стадиона.[42]
- Стадион «Искра». Бывший стадион завода им. Тарасова. В 2004 году был застроен 2-й очередью ТРК «Парк Хаус».[43]
- Стадион «Торпедо-9». (улица Красных Коммунаров, 20а). Бывший стадион ГПЗ-9 (ныне[44]. В 1999 году городские власти передали часть территории стадиона под застройку.[45]. По состоянию на 2016 год полностью демонтирован.
- ФОК «Динамо». Строительство началось в 2007 году в сквере за Домом Молодёжи. Строительство остановлено в 2010 году. Объект заброшен.[46]
- Стадион «Вымпел». Находился по соседству со стадионом «Торпедо-9», бывший стадион Самарского сталелитейного завода, на котором играла футбольная команда «Литейщик». Полностью демонтирован в 2000-х годах, территория застроена.
- Стадион «Маяк». На месте стадиона весной 2014 года началось строительство ФОКа, которое было завершено в 2016 году.